# Ferréz
Ferréz, nome artístico de Reginaldo Ferreira da Silva (São Paulo, 29 de dezembro de 1975), é um romancista, contista, poeta, empreendedor, rapper e cantor brasileiro. Costuma utilizar em suas obras a chamada "literatura marginal", por ser desenvolvida na periferia das grandes cidades e tratar de temas relacionados a este universo.

## Carreira
Ferréz começou publicando fanzines. Dotado de linguagem influenciada pela variante linguística usada na periferia de São Paulo, Ferréz já publicou diversos livros, entre eles Fortaleza da Desilusão (1997), Capão Pecado (2001), Amanhecer Esmeralda (2005), Ninguém É Inocente em São Paulo (2006), Deus foi almoçar (2012) e Os ricos também morrem (2015).
Ferréz é fundador do 1DaSul, grupo interessado em promover eventos e ações culturais na região do Capão Redondo, ligados ao movimento hip-hop. A ONG Interferência que trabalha com crianças da Zona Sul e fundou o Selo Povo, editora independente.
Em 1995, fundou a banda punk Fugitivos da Fema, tem um programa pela "Ferréz em construção" onde entrevista pessoas para comentar sobre cultura. Em junho de 2019 anunciou uma parceria com o canal Comix Zone, para criar uma editora de quadrinhos homônima.
Em 2021, criou o Podcast Avesso com os Estúdios Flow.

## Obras do autor

### Livros
- Fortaleza da desilusão - 1997
- Capão pecado - 2000
- Manual prático do ódio - 2003
- Amanhecer esmeralda - 2004
- Ninguém é inocente em São Paulo - 2006
- Inimigos não mandam flores - 2006
- Cronista de Um Tempo Ruim - 2009
- Deus foi almoçar - 2011
- O pote mágico - 2012
- Os ricos também morrem - 2015
- O demônio de Frankfurt - 2021

Quadrinhos